# Förenade Abchazien
Förenade Abchazien (abchaziska: Аҧсны Акзаара, Apsny Akzaara; ryska: Единая Абхазия, Jedinaja Abchazija) är ett politiskt parti i Abchazien. Förenade Abchazien grundades den 25 mars 2004 som en socio-politisk rörelse, med målet att presentera en gemensam oppositionskandidat till presidentvalet 2004.
Vid presidentvalet 2004 stödde partiet Sergej Bagapsj, som de presenterade den 20 juli 2004. Bagapsj segrade i valet med liten marginal, men ett nytt val tvingades fram på grund av dispyter rörande valresultatet. Ett nytt val arrangerades år 2005, vilket Bagapsj segrade i. Partiet är därav det nuvarande regeringspartiet i Abchazien och efter Bagapsj död i maj år 2011 valde partiet att ställa sig bakom den tillförordnade presidenten, Alyksandr Ankwab, i presidentvalet 2011.